# Erkenntnisobjekt
Unter dem Erkenntnisobjekt (Erkenntnisgegenstand, Forschungsgegenstand, Denkobjekt) versteht man in der Wissenschaftstheorie den Gegenstand einer Wissenschaft.

## Allgemeines
Wissenschaften unterscheiden sich in erster Linie durch ihr Erkenntnisobjekt. Jede Einzelwissenschaft besitzt ein Erkenntnisobjekt, an welchem sie ihre Forschungsziele und Methoden ausrichtet. Das Erkenntnisobjekt geht aus einem Erfahrungsobjekt hervor, das die wahrgenommene Realität widerspiegelt. Aus dem Erfahrungsobjekt entsteht das Erkenntnisobjekt durch gedankliche Isolation einiger interessierender Merkmale des Erfahrungsobjekts. Während das Erfahrungsobjekt den gesamten realen Sachverhalt umfasst, werden für das Erkenntnisobjekt unter einer bestimmten Zielsetzung einige Merkmale aus dem Erfahrungsobjekt herausgehoben. Es wird mithin durch gedankliche Abstraktion und Selektion aus dem Erfahrungsobjekt gewonnen, entsteht durch Abbildung des Erfahrungsobjekts und stellt ein Modellsystem des Erfahrungsobjekts dar.

## Arten
Eine wissenschaftliche Disziplin kann gekennzeichnet werden durch ihr Erkenntnisobjekt, ihre Erkenntnisziele und Forschungsmethoden. Wissenschaftliche Erkenntnis (Wissen) bezieht sich auf das Erkenntnisobjekt. Das Erkenntnisobjekt zielt darauf ab, für bestimmte praktische und theoretische Fragestellungen Regelmäßigkeiten zu finden (in der Wissenschaftstheorie Invarianzen genannt) sowie möglichst Ursache-Wirkungsbeziehungen zu ermitteln, die sich zu Gesetzmäßigkeiten weiterentwickeln lassen. Die Abgrenzung der Erkenntnisobjekte gegeneinander bereitet manchmal jedoch Schwierigkeiten, so dass es zu Überschneidungen kommen kann.
So ist beispielsweise der Betrieb das Erfahrungsobjekt der Betriebswirtschaftslehre, die von ihm ihren Namen erhielt. Der Betrieb ist jedoch ein komplexer Untersuchungsgegenstand, so dass sich die Betriebswirtschaftslehre lediglich auf das Wirtschaften im Betrieb konzentriert, während andere betriebliche Aspekte (Betriebspsychologie, Industrie- und Betriebssoziologie) anderen wissenschaftlichen Disziplinen überlassen werden. Damit ist das Wirtschaften im Betrieb das Erkenntnisobjekt der Betriebswirtschaftslehre. Erkenntnisobjekt der Finanzwissenschaft ist die Finanzierung der öffentlichen Haushalte durch Steuern sowie die Wirkung von Steuern auf die Volkswirtschaft. Die übergeordnete Volkswirtschaftslehre wiederum untersucht als Erkenntnisobjekt die gesamtwirtschaftlichen Prozesse, also die Verflechtungen zwischen den aggregierten Sektoren Unternehmen, Haushalte, Staat und Ausland.
Manche Disziplinen müssen sich ein Erkenntnisobjekt auch teilen. In den Naturwissenschaften ist Eisen beispielsweise das Erkenntnisobjekt in Physik, Chemie oder Mineralogie. Natürlich besitzen diese Disziplinen jeweils auch eine Vielzahl weiterer Erkenntnisobjekte, doch untersucht jede Disziplin das Eisen für ihre Zwecke (die Physik unter anderem beim Magnetismus, die Chemie unter anderem bei chemischen Verbindungen, die Mineralogie untersucht die Entstehung, Eigenschaften und Verwendung von Eisen). Das Erkenntnisobjekt im weit gefassten Sinne ist für Physik und Chemie die gesamte Natur. Als Forschungsgegenstand der Physik gelten allgemein die physischen Merkmale der Natur (die physische Form der Bewegungsformen der Materie), während Erkenntnisobjekt der Chemie die chemischen Eigenschaften (die chemischen Bewegungsformen der Materie) bilden.

## Erkenntnissubjekt
Erkenntnissubjekt ist der Mensch. Die Erkenntnistheorie hat das Verhältnis von Erkenntnissubjekt und Erkenntnisobjekt zum Gegenstand. Sie untersucht dabei die Beobachtungsbedingungen im menschlichen Erkenntnisprozess und Entstehung, Bedingungen und Wesen der Erkenntnis. Historische Erkenntnis wird auch deshalb möglich, weil der Mensch als Erkenntnissubjekt zugleich auch notwendiger Akteur der Geschichte ist. Damit gestaltet das Erkenntnissubjekt auch weitgehend das Erkenntnisobjekt der Geschichtswissenschaft, nämlich die Erforschung von Aspekten der menschlichen Vergangenheit.